# Le Mesnil-Thomas
Le Mesnil-Thomas est une commune française située dans le département d'Eure-et-Loir en région Centre-Val de Loire.

## Géographie

### Situation
La commune se situe dans le Thymerais, une région du Perche.

Situation géographique
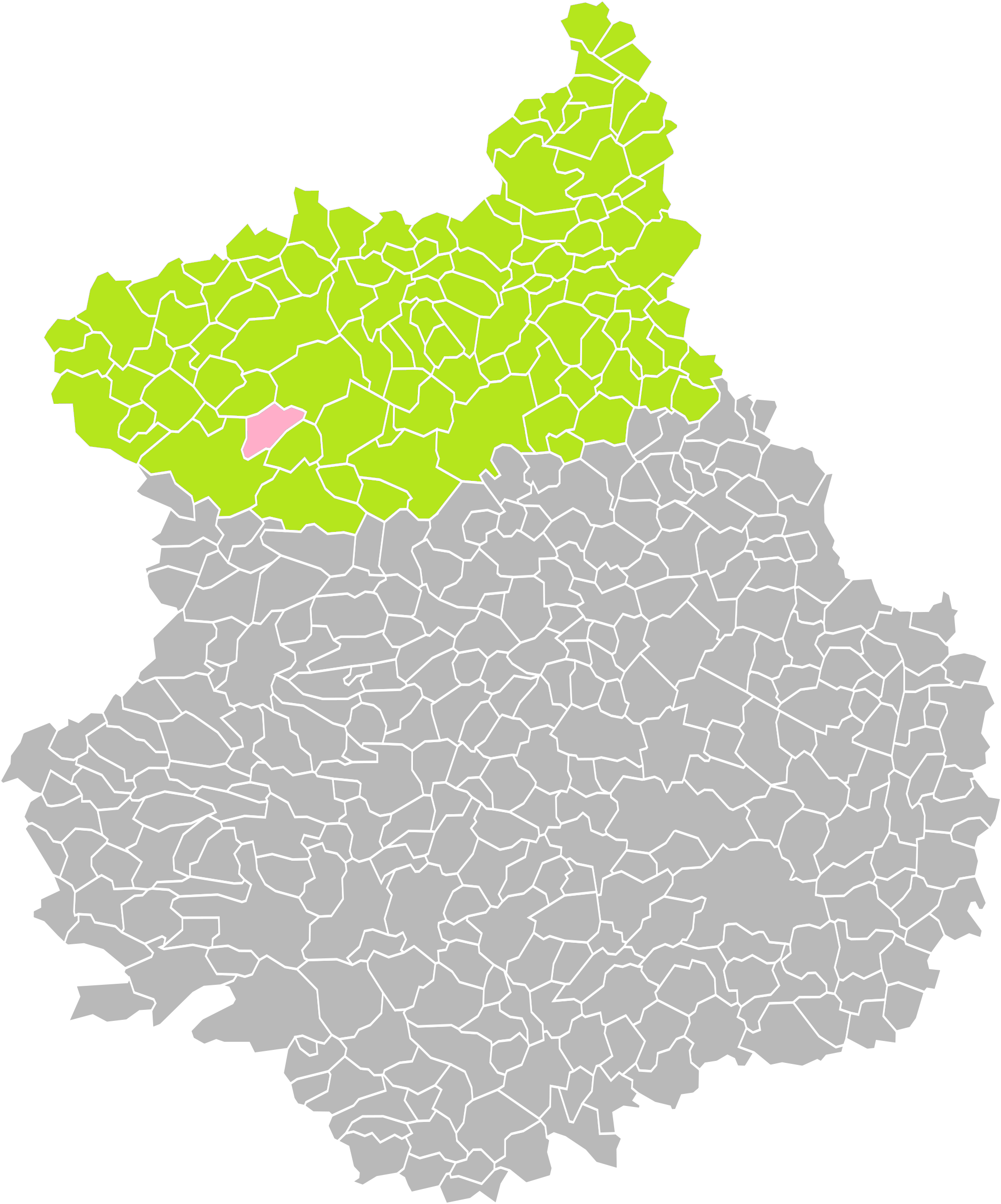
Le Mesnil-Thomas dans son arrondissement.
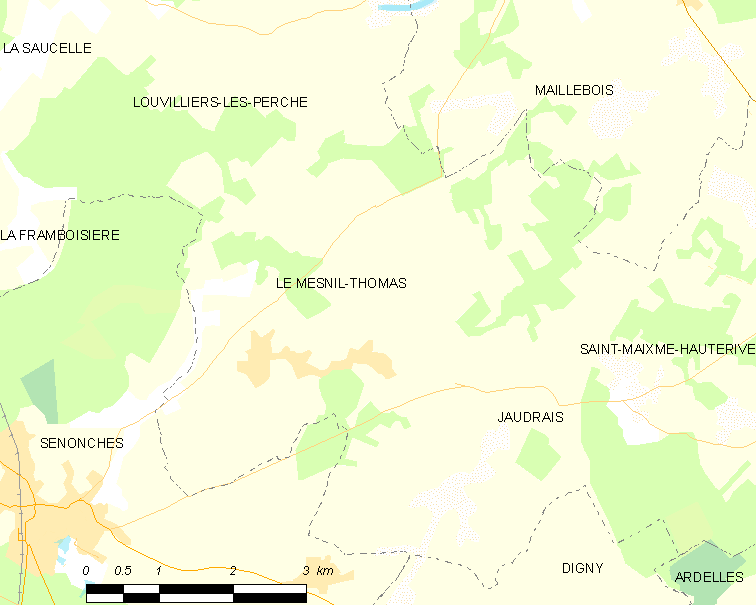
Carte de la commune du Mesnil-Thomas.

### Communes limitrophes
| Louvilliers-lès-Perche |                  | Maillebois |
|                        | du Mesnil-Thomas |            |
| Senonches              |                  | Jaudrais   |

### Climat
Pour des articles plus généraux, voir Climat du Centre-Val de Loire et Climat d'Eure-et-Loir.
En 2010, le climat de la commune est de type climat océanique dégradé des plaines du Centre et du Nord, selon une étude du CNRS s'appuyant sur une série de données couvrant la période 1971-2000. En 2020, Météo-France publie une typologie des climats de la France métropolitaine dans laquelle la commune est exposée à un climat océanique altéré et est dans la région climatique  Sud-ouest du bassin Parisien, caractérisée par une faible pluviométrie, notamment au printemps (120 à 150 mm) et un hiver froid (3,5 °C). 
Pour la période 1971-2000, la température annuelle moyenne est de 10,2 °C, avec une amplitude thermique annuelle de 14,6 °C. Le cumul annuel moyen de précipitations est de 666 mm, avec 10,9 jours de précipitations en janvier et 8 jours en juillet. Pour la période 1991-2020, la température moyenne annuelle observée sur la station météorologique de Météo-France la plus proche, sur la commune de Senonches à 6 km à vol d'oiseau, est de 10,7 °C et le cumul annuel moyen de précipitations est de 817,0 mm,. Pour l'avenir, les paramètres climatiques de la commune estimés pour 2050 selon différents scénarios d'émission de gaz à effet de serre sont consultables sur un site dédié publié par Météo-France en novembre 2022.

## Urbanisme

### Typologie
Au 1er janvier 2024, Le Mesnil-Thomas est catégorisée commune rurale à habitat très dispersé, selon la nouvelle grille communale de densité à 7 niveaux définie par l'Insee en 2022.
Elle est située hors unité urbaine et hors attraction des villes,.

### Occupation des sols
L'occupation des sols de la commune, telle qu'elle ressort de la base de données européenne d’occupation biophysique des sols Corine Land Cover (CLC), est marquée par l'importance des territoires agricoles (76,2 % en 2018), une proportion identique à celle de 1990 (76,2 %). La répartition détaillée en 2018 est la suivante : 
terres arables (74,1 %), forêts (20,2 %), zones urbanisées (3,6 %), prairies (2,1 %). L'évolution de l’occupation des sols de la commune et de ses infrastructures peut être observée sur les différentes représentations cartographiques du territoire : la carte de Cassini (XVIIIe siècle), la carte d'état-major (1820-1866) et les cartes ou photos aériennes de l'IGN pour la période actuelle (1950 à aujourd'hui).

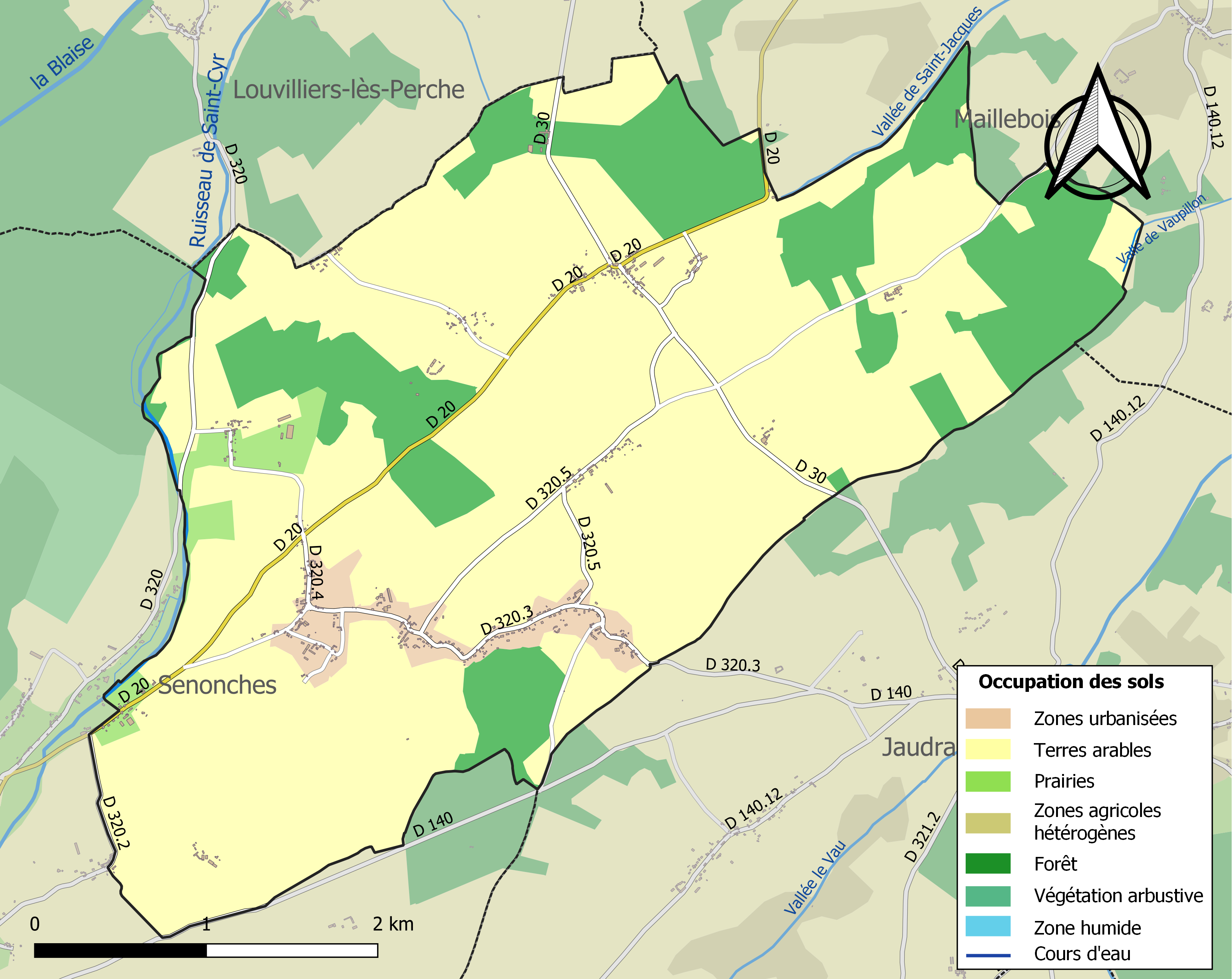
Carte des infrastructures et de l'occupation des sols de la commune en 2018 (CLC).

### Risques majeurs
Le territoire de la commune duMesnil-Thomas est vulnérable à différents aléas naturels : météorologiques (tempête, orage, neige, grand froid, canicule ou sécheresse), inondations, mouvements de terrains et séisme (sismicité très faible). Il est également exposé à un risque technologique, le transport de matières dangereuses. Un site publié par le BRGM permet d'évaluer simplement et rapidement les risques d'un bien localisé soit par son adresse soit par le numéro de sa parcelle.

#### Risques naturels
Certaines parties du territoire communal sont susceptibles d’être affectées par le risque d’inondation par débordement de cours d'eau, notamment le ruisseau de Saint-Cyr. La commune a été reconnue en état de catastrophe naturelle au titre des dommages causés par les inondations et coulées de boue survenues en 1999,.

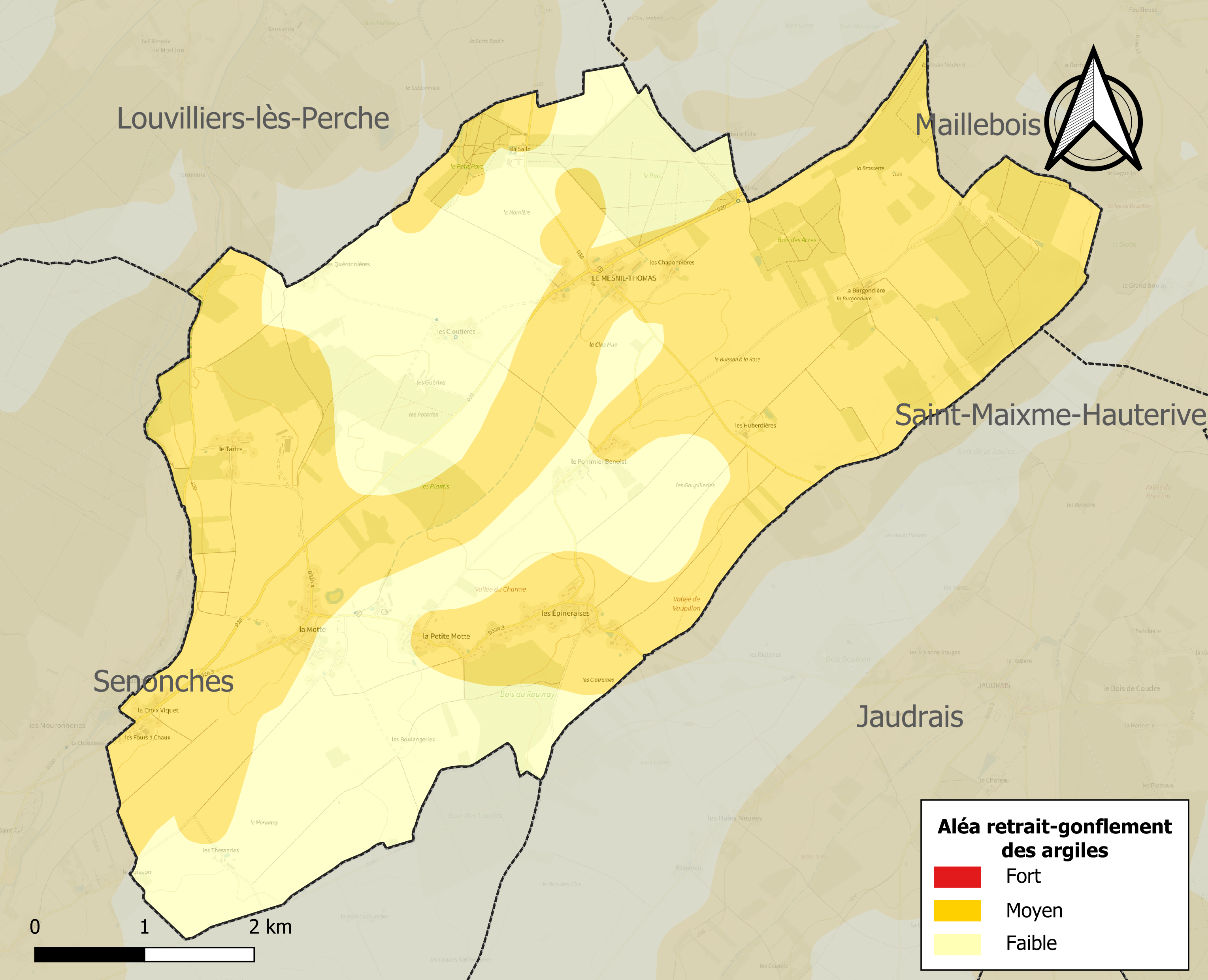
Carte des zones d'aléa retrait-gonflement des sols argileux duMesnil-Thomas.

Les mouvements de terrains susceptibles de se produire sur la commune sont des affaissements et effondrements liés aux cavités souterraines. L'inventaire national des cavités souterraines permet de localiser celles situées sur la commune.
Le retrait-gonflement des sols argileux est susceptible d'engendrer des dommages importants aux bâtiments en cas d’alternance de périodes de sécheresse et de pluie. 61,5 % de la superficie communale est en aléa moyen ou fort (52,8 % au niveau départemental et 48,5 % au niveau national). Sur les 225 bâtiments dénombrés sur la commune en 2019, 169 sont en aléa moyen ou fort, soit 75 %, à comparer aux 70 % au niveau départemental et 54 % au niveau national. Une cartographie de l'exposition du territoire national au retrait gonflement des sols argileux est disponible sur le site du BRGM,.
Concernant les mouvements de terrains, la commune a été reconnue en état de catastrophe naturelle au titre des dommages causés par des mouvements de terrain en 1999.

#### Risques technologiques
Le risque de transport de matières dangereuses sur la commune est lié à sa traversée par des infrastructures routières ou ferroviaires importantes ou la présence d'une canalisation de transport d'hydrocarbures. Un accident se produisant sur de telles infrastructures est en effet susceptible d’avoir des effets graves au bâti ou aux personnes jusqu’à 350 m, selon la nature du matériau transporté. Des dispositions d’urbanisme peuvent être préconisées en conséquence.

## Toponymie
Le nom de la localité est attesté sous les formes Masnilium Thomæ en 1215 (charte de l’abbaye Saint-Père-en-Vallée)
Menilium-Thomæ, vers 1250 (pouillé).
Mesnil, toponyme ou élément de toponyme très utilisé dans le nord de la France et en Belgique, mesnil désignait jusqu'à l'Ancien Régime un domaine rural. La langue d'oïl a produit maisnil. Les Mesnil sont généralement différenciés par un anthroponyme.

## Politique et administration

### Liste des maires
| Période                                  | Période  | Identité           | Étiquette | Qualité                                                                              |
| ---------------------------------------- | -------- | ------------------ | --------- | ------------------------------------------------------------------------------------ |
| Les données manquantes sont à compléter. |          |                    |           |                                                                                      |
| 1983                                     | 2016     | Nicole Lahouati    | DVD       | Retraitée Ancienne vice-présidente de la communauté de communes du Perche senonchois |
| juin 2016                                | En cours | Laurent Bourgeois, |           | Agriculteur sur moyenne exploitation                                                 |

## Population et société

### Démographie
L'évolution du nombre d'habitants est connue à travers les recensements de la population effectués dans la commune depuis 1793. Pour les communes de moins de 10 000 habitants, une enquête de recensement portant sur toute la population est réalisée tous les cinq ans, les populations de référence des années intermédiaires étant quant à elles estimées par interpolation ou extrapolation. Pour la commune, le premier recensement exhaustif entrant dans le cadre du nouveau dispositif a été réalisé en 2006.

En 2022, la commune comptait 337 habitants, en évolution de −0,3 % par rapport à 2016 (Eure-et-Loir : −0,23 %, France hors Mayotte : +2,11 %).
| 1793 | 1800 | 1806 | 1821 | 1831 | 1836 | 1841 | 1846 | 1851 |
| ---- | ---- | ---- | ---- | ---- | ---- | ---- | ---- | ---- |
| 672  | 741  | 739  | 693  | 669  | 697  | 672  | 643  | 606  |

| 1856 | 1861 | 1866 | 1872 | 1876 | 1881 | 1886 | 1891 | 1896 |
| ---- | ---- | ---- | ---- | ---- | ---- | ---- | ---- | ---- |
| 543  | 530  | 508  | 453  | 409  | 420  | 421  | 426  | 409  |

| 1901 | 1906 | 1911 | 1921 | 1926 | 1931 | 1936 | 1946 | 1954 |
| ---- | ---- | ---- | ---- | ---- | ---- | ---- | ---- | ---- |
| 417  | 403  | 400  | 344  | 367  | 326  | 313  | 353  | 380  |

| 1962 | 1968 | 1975 | 1982 | 1990 | 1999 | 2006 | 2011 | 2016 |
| ---- | ---- | ---- | ---- | ---- | ---- | ---- | ---- | ---- |
| 333  | 301  | 254  | 286  | 250  | 290  | 324  | 349  | 338  |

| 2021 | 2022 | - | - | - | - | - | - | - |
| ---- | ---- | - | - | - | - | - | - | - |
| 334  | 337  | - | - | - | - | - | - | - |

## Culture locale et patrimoine

### Lieux et monuments
- Le Mesnil-Thomas, limitrophe de Senonches, possède une partie du massif forestier du même nom ;

- Église Saint-Barthélemy.

Lieux et monuments du Mesnil-Thomas
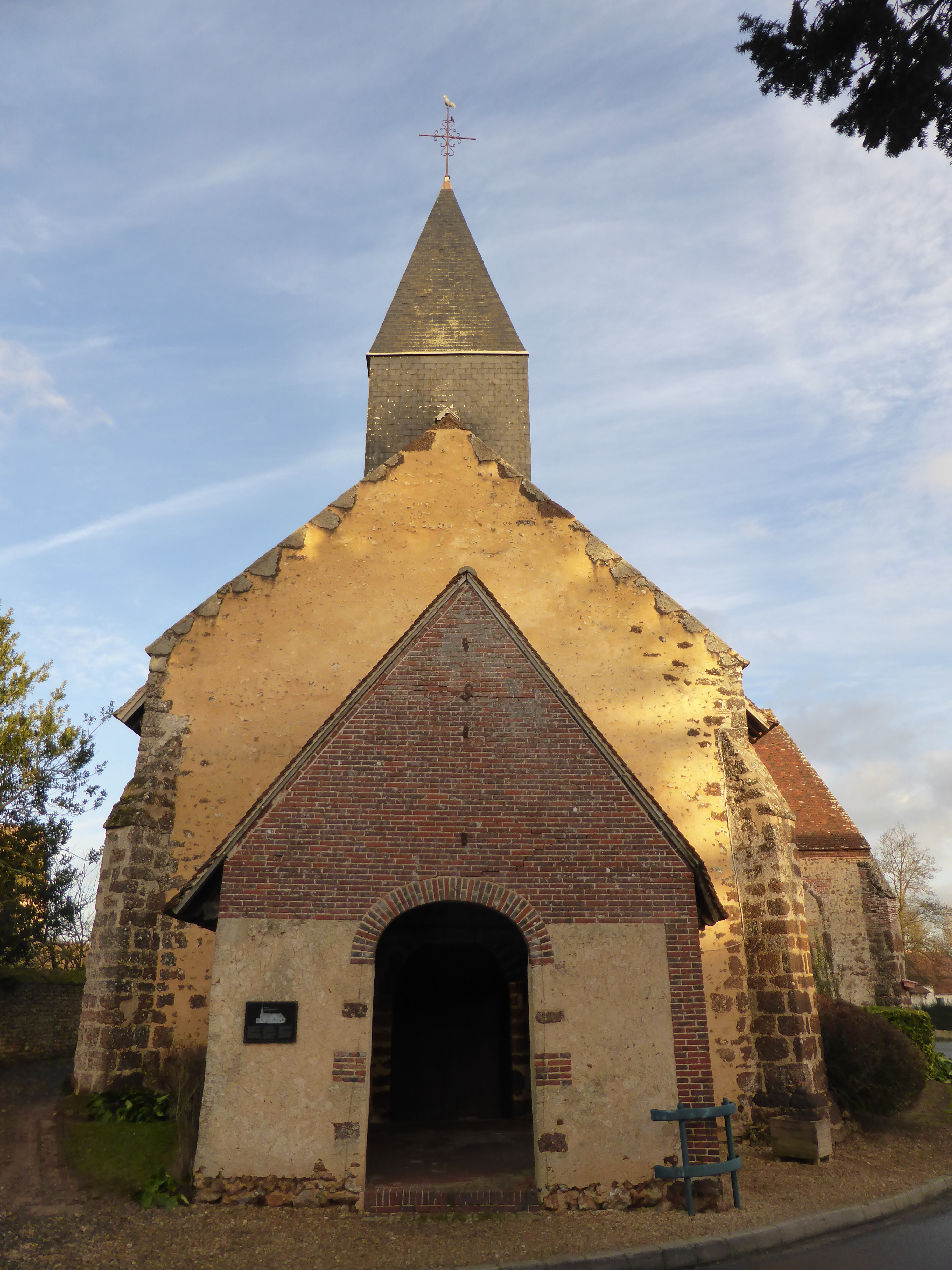
Église Saint-Barthélemy, façade ouest.
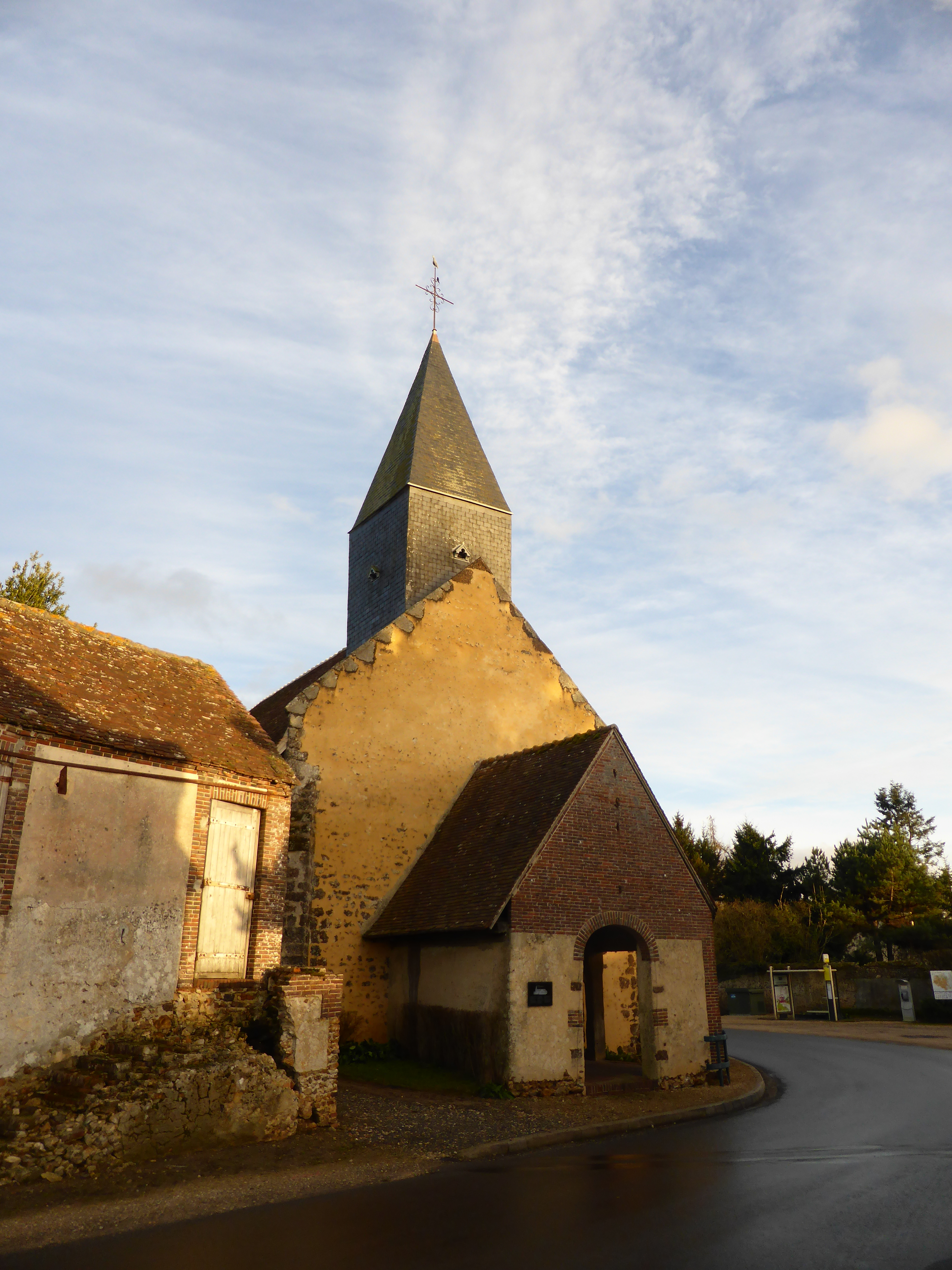
Église Saint-Barthélemy, vue du nord-ouest.

### Personnalités liées à la commune
- Philippe Beaussant (1930-2016), élu le 15 novembre 2007 à l'Académie française[réf. nécessaire][pourquoi ?].
- Isabelle Brel (troisième fille de Jacques Brel), née en 1958, vient y vivre en 2004 pour créer le centre équestre d'Oakland Reining Horses[30].
- Marie Baron[31] (1703-?) Née dans une extrême pauvreté, elle prit le chemin de Paris, puis fut déporté vers la colonie de Louisiane où elle débarqua à Mobile. Elle y épousa Jean Roussin avec qui elle s'installa à Natchez près du Fort-Rosalie où ils fondèrent un riche établissement agricole. Elle y perd son mari et son fils lors de l'attaque du fort par les Natchez qui l'emmène captive. Libérée en 1730, elle épouse la même année dans l'église Saint-Louis de la Nouvelle-Orléans, Dumont de Montigny, officier français et fils d'un éminent avocat du Parlement parisien. Elle retourne ensuite en France avec lui en 1737 avant de voyager à partir de 1754 vers des avant-postes coloniaux français aussi éloignés que l'île Bourbon puis Pondichéry, en Inde.